# Mettone
Mettone (Metton in dialetto milanese) è una frazione del comune italiano di Lacchiarella posta a sudest del centro abitato, verso Turago Bordone. Ha costituito un comune autonomo fino al 1869.

## Storia
Mettone era un piccolo centro abitato del milanese di antica origine, e confinava con Lacchiarella a nord, Casirate ad est, Turago Bordone a sud, e Giussago ad ovest. Al censimento del 1751 la località fece registrare 298 residenti, e risultava feudo dei marchesi Molinari e sede di una parrocchia che in passato era stata molto influente prima di venire sottoposta alla prepositurale di Lacchiarella.
In età napoleonica, nel 1805, la popolazione era salita a 360 unità, ma nel 1809 il Comune di Mettone fu soppresso ed annesso a Casirate, a sua volta incorporata a Lacchiarella nel 1811; tutti i centri recuperarono comunque l'autonomia nel 1816, in seguito all'istituzione del Regno Lombardo-Veneto, seppur venendo spostati in provincia di Pavia.
L'abitato conobbe una leggera crescita tipica di un villaggio agricolo, facendo registrare 423 anime nel 1853, ma sole 406 nel 1859, anno in cui i Savoia lo riportarono in Provincia di Milano. Il municipio fu definitivamente soppresso il 7 marzo 1869 su decreto di Vittorio Emanuele II, venendo annesso coi suoi 404 abitanti a Lacchiarella, riprendendo l'antico modello napoleonico.

## Monumenti e luoghi d’interesse

### Architetture religiose
La Chiesa di San Pietro e Paolo è stata sede di una parrocchia pluri-centenaria fino al 1986.